# Olympische Winterspiele 1976/Biathlon
Bei den XII. Olympischen Winterspielen 1976 in Innsbruck fanden zwei Wettbewerbe im Biathlon statt. Austragungsort war Seefeld in Tirol.

## Wettbewerbe
Im Gegensatz zu den Weltmeisterschaften, bei denen der Sprint über zehn Kilometer im Vorjahr zum ersten Mal ins Programm aufgenommen worden war, wurde dieser Wettbewerb bei den Spielen von Innsbruck 1976 noch nicht ausgetragen. Es blieb wie bei den vorangegangenen Spielen von Sapporo bei den beiden Disziplinen Einzel über zwanzig Kilometer und Staffel über viermal 7,5 Kilometer.
Für den Sprintwettbewerb wurde eigens im italienischen Antholz (Anterselva) ausnahmsweise im Olympiajahr eine Weltmeisterschaft angesetzt, die bereits am 31. Januar stattgefunden hatte.

## Bilanz

### Medaillenspiegel
| Platz | Land        | Gold | Silber | Bronze | Gesamt |
| ----- | ----------- | ---- | ------ | ------ | ------ |
| 1     | Sowjetunion | 2    | –      | 1      | 3      |
| 2     | Finnland    | –    | 2      | –      | 2      |
| 3     | DDR         | –    | –      | 1      | 1      |

### Medaillengewinner
| Konkurrenz         | Gold                                                                                           | Silber                                                                          | Bronze                                                                       |
| ------------------ | ---------------------------------------------------------------------------------------------- | ------------------------------------------------------------------------------- | ---------------------------------------------------------------------------- |
| Einzel 20 km       | Nikolai Kruglow                                                                                | Heikki Ikola                                                                    | Alexander Jelisarow                                                          |
| Staffel 4 × 7,5 km | Sowjetunion 0000Alexander Jelisarow 0000Iwan Bjakow 0000Nikolai Kruglow 0000Alexander Tichonow | Finnland 0000Henrik Flöjt 0000Esko Saira 0000Juhani Suutarinen 0000Heikki Ikola | DDR 0000Karl-Heinz Menz 0000Frank Ullrich 0000Manfred Beer 0000Manfred Geyer |

## Ergebnisse

### Einzel 20 km
| Platz | Land | Sportler            | Zeit (h)   | Schießfehler |
| ----- | ---- | ------------------- | ---------- | ------------ |
| 01    | URS  | Nikolai Kruglow     | 1:14:12,26 | 02 (1+0+0+1) |
| 02    | FIN  | Heikki Ikola        | 1:15:54,10 | 02 (0+0+0+2) |
| 03    | URS  | Alexander Jelisarow | 1:16:05,57 | 03 (1+0+0+2) |
| 04    | ITA  | Willy Bertin        | 1:16:50,36 | 03 (0+3+0+0) |
| 05    | URS  | Alexander Tichonow  | 1:17:18,33 | 07 (0+1+1+5) |
| 06    | FIN  | Esko Saira          | 1:17:32,84 | 02 (0+0+0+2) |
| 07    | ITA  | Lino Jordan         | 1:17:49,83 | 02 (0+0+2+0) |
| 08    | SWE  | Sune Adolfsson      | 1:18:00,50 | 02 (0+0+0+2) |
| 09    | NOR  | Tor Svendsberget    | 1:18:10,13 | 03 (0+2+1+0) |
| 10    | SWE  | Lars-Göran Arwidson | 1:18:34,37 | 05 (0+1+1+3) |
| 11    | FRG  | Heinrich Mehringer  | 1:18:49,15 | 02 (1+1+0+0) |
| 12    | DDR  | Manfred Geyer       | 1:19:11,37 | 06 (1+3+2+0) |
|       |      |                     |            |              |
| 14    | SUI  | Hansruedi Süssli    | 1:19:53,73 | 03 (0+0+0+3) |
| 15    | DDR  | Karl-Heinz Wolf     | 1:20:06,89 | 05 (1+2+2+0) |
|       |      |                     |            |              |
| 21    | AUT  | Alfred Eder         | 1:22:42,52 | 08 (2+3+1+2) |
|       |      |                     |            |              |
| 25    | SUI  | Albert Mächler      | 1:23:28,66 | 06 (2+1+1+2) |
| 26    | FRG  | Josef Niedermeier   | 1:23:33,63 | 05 (0+3+0+2) |
| 27    | DDR  | Manfred Beer        | 1:23:42,50 | 05 (1+2+0+2) |
|       |      |                     |            |              |
| 34    | FRG  | Alois Kanamüller    | 1:25:25,26 | 08 (1+2+2+3) |
|       |      |                     |            |              |
| 37    | AUT  | Franz-Josef Weber   | 1:26:14,92 | 10 (3+0+2+5) |
|       |      |                     |            |              |
| 40    | SUI  | Christian Danuser   | 1:27:16,43 | 07 (0+3+0+4) |
|       |      |                     |            |              |
| 49    | AUT  | Klaus Farbmacher    | 1:36:31,07 | 16 (4+5+4+3) |
| …     |      |                     |            |              |

Datum: 6. Februar 1976
52 Teilnehmer aus 18 Ländern, davon 51 in der Wertung.

### Staffel 4 × 7,5 km
| Platz | Land Sportler                                                                                  | Zeit                                                                | Schießfehler                             |
| ----- | ---------------------------------------------------------------------------------------------- | ------------------------------------------------------------------- | ---------------------------------------- |
| 01    | Sowjetunion 0000Alexander Jelisarow 0000Iwan Bjakow 0000Nikolai Kruglow 0000Alexander Tichonow | 1:57:55,64 h000 29:47,44 min 30:16,79 min 29:04,80 min 28:46,01 min | 0+0 0+0                                  |
| 02    | Finnland 0000Henrik Flöjt 0000Esko Saira 0000Juhani Suutarinen 0000Heikki Ikola                | 2:01:45,61 h000 32:00,19 min 29:12,47 min 30:52,23 min 29:40,69 min | 0+0 0+0                                  |
| 03    | DDR 0000Karl-Heinz Menz 0000Frank Ullrich 0000Manfred Beer 0000Manfred Geyer                   | 2:04:08,61 h000 31:02,18 min 32:47,28 min 31:30,01 min 28:49,14 min | 0+0 2+6 0+0 1+3 0+0 0+0 0+0 1+3 0+0 0+0  |
| 04    | BR Deutschland 0000Heinrich Mehringer 0000Gerhard Winkler 0000Josef Keck 0000Claus Gehrke      | 2:04:11,86 h000 30:38,46 min 30:42,83 min 32:15,08 min 30:35,49 min | 2+3 3+6 2+3 2+3 0+0 1+3 0+0 0+0          |
| 05    | Norwegen 0000Kjell Hovda 0000Terje Hanssen 0000Svein Engen 0000Tor Svendsberget                | 2:05:10,28 h000 33:24,66 min 31:20,50 min 29:20,67 min 31:04,45 min | 0+0 6+9 0+0 2+3 0+0 3+3 0+0 0+0 0+0 1+3  |
| 06    | Italien 0000Lino Jordan 0000Pierantonio Clementi 0000Luigi Weiss 0000Willy Bertin              | 2:06:16,55 h000 31:52,53 min 31:45,82 min 30:59,51 min 31:38,69 min | 0+0 3+9 0+0 1+3 0+0 0+0 0+0 1+3          |
| 07    | Frankreich 0000René Arpin 0000Yvon Mougel 0000Marius Falquy 0000Jean-Claude Viry               | 2:07:34,42 h000 32:17,67 min 29:58,45 min 31:40,41 min 33:37,89 min | 1+3 4+6 0+0 2+3 0+0 0+0 1+3 0+0 0+0 2+3  |
| 08    | Schweden 0000Mats-Åke Lantz 0000Torsten Wadman 0000Sune Adolfsson 0000Lars-Göran Arwidson      | 2:08:46,90 h000 32:44,58 min 32:45,74 min 31:59,45 min 31:17,13 min | 1+3 7+9 0+0 3+3 1+3 2+3 0+0 2+3 0+0 0+0  |
| 09    | Tschechoslowakei 0000Ladislav Žižka 0000Miroslav Sovis 0000Antonín Kříž 0000Zdeněk Pavlíček    | 2:09:08,0 h000 31:45,7 min0 31:49,7 min0 32:32,8 min0 32:59,8 min0  | 2+3 2+6 0+0 0+0 0+0 1+3 2+3 1+3 0+0 0+0  |
| 10    | Rumänien 0000Nicolae Cristoloveanu 0000Gheorghe Voicu 0000Victor Fontana 0000Gheorghe Gârniță  | 2:09:54,4 h000 35:23,6 min0 30:26,8 min0 32:01,1 min0 32:02,9 min0  | 2+6 5+6 1+3 3+3 0+0 0+0 1+3 0+0 0+0 2+3  |
|       |                                                                                                |                                                                     |                                          |
| 15    | Österreich 0000Franz-Josef Weber 0000Alfred Eder 0000Klaus Farbmacher 0000Josef Hones          | 2:18:06,78 h000 33:10,35 min 34:27,12 min 34:23,90 min 36:05,41 min | 3+6 8+12 0+0 2+3 2+3 3+3 0+0 1+3 1+3 2+3 |

Datum: 13. Februar 1976
15 Staffeln am Start, alle in der Wertung.